# Pietro Carlo
Pietro Carlo (o Carli) (Venezia, ... – 1513) è stato un vescovo cattolico italiano.

## Biografia
Scarne sono le notizie che riguardano Pietro Carlo, nominato vescovo di Caorle il 10 giugno 1470 da papa Paolo II, antecedenti l'ultimo decennio del XV secolo. È noto che era il figlio di Niccolò e Caterina Carli, nobili veneziani; di quest'ultima, Pietro era anche il commissario. Fu consacrato vescovo dal Patriarca Maffeo Girardi in Venezia il 16 settembre 1470. Molti storici riportano di lui nella cronotassi della sede episcopale di Caorle per aver sovrainteso al rifacimento del palazzo vescovile nel 1490, come attestato in una lapide affissa in cattedrale recante il suo stemma:
EPVS CAPRVLAR NICOLAI
F.SVI AC POSTERV DECORI
ET COMMODO PROSTRATOS
HOS MVROS A FVNDAMEN
TIS EREXIT KL
OCTOBRI
M CCCC L XXXX»
(Pietro Carlo veneto Vescovo di Caorle a decoro e comodo di Nicola suo fratello e dei posteri questi muri prostrati eresse dalle fondamenta le Calende di Ottobre 1490)
Lo stesso stemma è riportato anche in Memorie per servire all'istoria letteraria, sotto l'emblema di Santo Stefano protomartire (patrono della diocesi), e riferito come riproduzione del sigillo in rame del vescovo.
Le maggiori notizie riguardanti il vescovo Carlo si rinvengono nelle fonti friulane della fine del XV secolo. Le fonti più importanti sono contenute nei diari di viaggio di Paolo Santonino, notabile umbro trasferitosi in Friuli al servizio del Patriarcato di Aquileia. A quell'epoca era patriarca il cardinale Marco Barbo, il quale però non risiedette mai ad Aquileia, impossibilitato a lasciare la curia romana di papa Paolo II. Nel 1485 fu quindi nominato vicario in pontificalibus il vescovo di Caorle, in sostituzione del vicario generale del patriarcato che non era vescovo. Racconta il Santonino dei tre viaggi compiuti insieme al vescovo Carlo, il primo nel 1485 in Carinzia, il secondo nel 1486 ancora in Carinzia ed Bassa Stiria e poi in Carniola ed il terzo nel 1487 nei territori soggetti ai conti di Gorizia. Durante questi viaggi, il vescovo Pietro Carlo riconsacrò altari e chiese dissacrati in precedenza da invasioni turche e amministrò cresime ed altri sacramenti alla popolazione.
Nel 1491 fu eletto dal capitolo della cattedrale di Aquileia per officiare le funzioni pasquali in assenza del patriarca Barbo; invito ripetutosi nel 1494, anno in cui ricevette da papa Alessandro VI il beneficio della stessa cattedrale. Consacrò il 3 luglio 1491 la Pieve di San Silvestro a Lorenzaga e compì altri viaggi, insieme al Santonino, nelle regioni del patriarcato di Aquileia nel 1494. 
Morì nel 1513.

## Genealogia episcopale
La genealogia episcopale è:
- Vescovo Placido Pavanello
- Cardinale Maffeo Girardi
- Vescovo Pietro Carlo